# Grand, Vosges
Grand este o comună franceză situată în departamentul Vosges, în regiunea Grand Est.
Vechea denumire a localității Grand este Andesina, un oraș gallo-roman foarte mare înscris pe Tabula Peutingeriana. Acesta este locul unor importante săpături arheologice pe situl arheologic din Grand.

## Geografie
Comuna se află la 22 km vest de Neufchâteau, la granița departamentului Vosges, la limita cu departamentele Haute-Marne și Meuse.

### Comune limitrofe
| Lezéville (Haute-Marne)                  | Dainville-Bertheléville (Meuse) | Avranville         |
| Germay (Haute-Marne)                     |                                 | Midrevaux          |
| Pontfaverger-Moronvilliers (Haute-Marne) | Trampot Brechainville           | Pargny-sous-Mureau |

### Geologie și relief
Satul Grand este situat pe un platou calcaros înconjurat de păduri.

### Hidrografie
Comuna este situată parțial în bazinul hidrografic al râului Meuse, în cadrul bazinului Rhin-Meuse, și parțial în regiunea hidrografică „La Seine de la sursa sa până la confluența cu râul Oise (exclus)”, în cadrul bazinului Seine-Normandie. Comuna este drenată de râul Ornain.
Râul Ornain, cu o lungime totală de 115,9 km, își are izvorul în comuna Grand și se varsă în râul Saulx la Étrepy, după ce traversează 36 de comune.

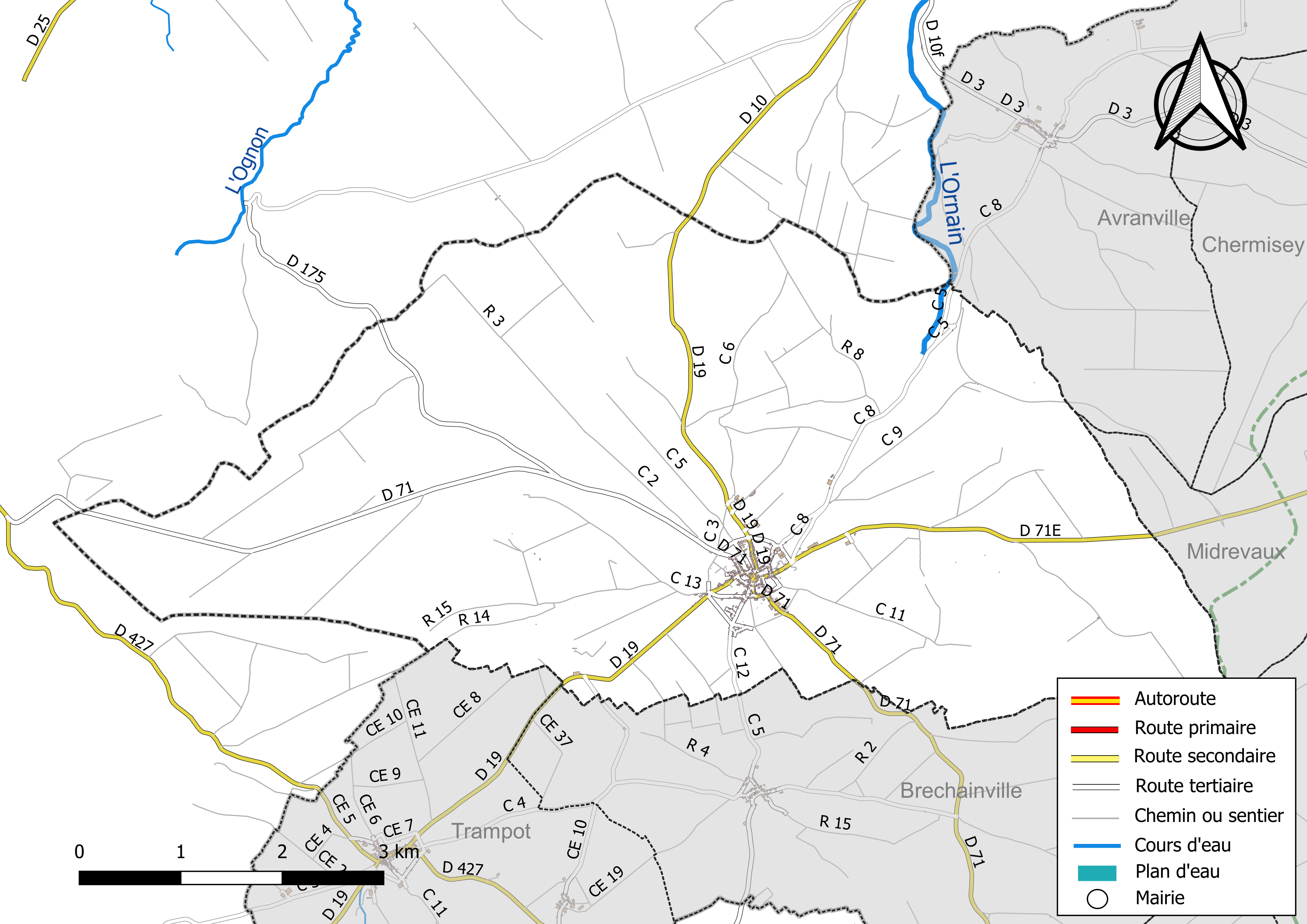
Rețele hidrografice și rutiere Grand

Calitatea apei și a cursurilor de apă poate fi consultată pe un site dedicat, gestionat de agențiile de apă și de Agenția Franceză pentru Biodiversitate.

### Clima
În 2010, clima comunei era de tip montan, conform unui studiu al Centrului Național de Cercetare Științifică (CNRS) pe baza unui set de date care acoperă perioada 1971-2000 bazat pe o serie de date din perioada 1971-2000. În 2020, Météo-France a publicat o tipologie a climatului pentru Franța metropolitană, în care comuna este caracterizată de un climat oceanic alterat și se află în regiunea climatică Lorena, platoul Langres și Morvan. Această zonă se distinge prin ierni aspre (1,5 °C), vânturi moderate și ceață frecventă în toamnă și iarnă.
Pentru perioada 1971-2000, temperatura medie anuală este de 9,3 °C, cu o amplitudine termică anuală de 16,8 °C. Cumulul anual mediu de precipitații este de 1035 mm, cu 13,2 zile de precipitații în ianuarie și 9,6 zile în iulie. Pentru perioada 1991-2020, temperatura medie anuală observată la stația meteorologică Météo-France cea mai apropiată, „Busson_sapc”, situată în comuna Busson la 12 km în linie dreaptă, este de 10,1 °C și cumulul anual mediu de precipitații este de 1085,5 mm. Temperatura maximă înregistrată la această stație este de 39,1 °C, atinsă pe 25 iulie 2019; temperatura minimă este de −17,7 °C, atinsă pe 5 ianuarie 1995.
Parametrii climatici ai comunei au fost estimați pentru mijlocul secolului (2041-2070) conform diferitelor scenarii de emisie de gaze cu efect de seră, bazate pe noile proiecții climatice de referință DRIAS-2020. Aceștia pot fi consultați pe un site dedicat publicat de Météo-France în noiembrie 2022.

### Seismicitate
Comuna este situată într-o zonă cu seismicitate foarte scăzută.

## Urbanism

### Tipologie
La 1 ianuarie 2024, Grand este clasificată drept comună rurală cu habitat dispersat, conform noii grile comunale de densitate cu șapte niveluri, definită de INSEE (Institutul Național de Statistică și Studii Economice) în 2022. Comuna se află în afara unității urbane. De asemenea, Grand face parte din zona metropolitană a orașului Neufchâteau, fiind o comună din periferie. Această zonă, care cuprinde 72 de comune, este clasificată în categoriile de zone cu mai puțin de 50.000 de locuitori.

### Utilizarea terenului
Ocupația terenurilor din comună, conform bazei de date europene de ocupare biogeografică a terenurilor Corine Land Cover (CLC), este marcată de predominanța pădurilor și a mediilor semi-naturale (69,2 % în 2018), o proporție identică cu cea din 1990 (69,2 %). Distribuția detaliată în 2018 este următoarea: păduri (64,7 %), terenuri arabile (20,3 %), pajiști (8,9 %), medii cu vegetație arbustivă și/sau ierboasă (4,5 %), zone urbanizate (1,6 %). Evoluția ocupării terenurilor în comună și a infrastructurilor sale poate fi observată pe diferitele reprezentări cartografice ale teritoriului: harta Cassini (secolul XVIII), harta de stat-major (1820-1866) și hărțile sau fotografiile aeriene ale IGN pentru perioada actuală (1950 până în prezent).

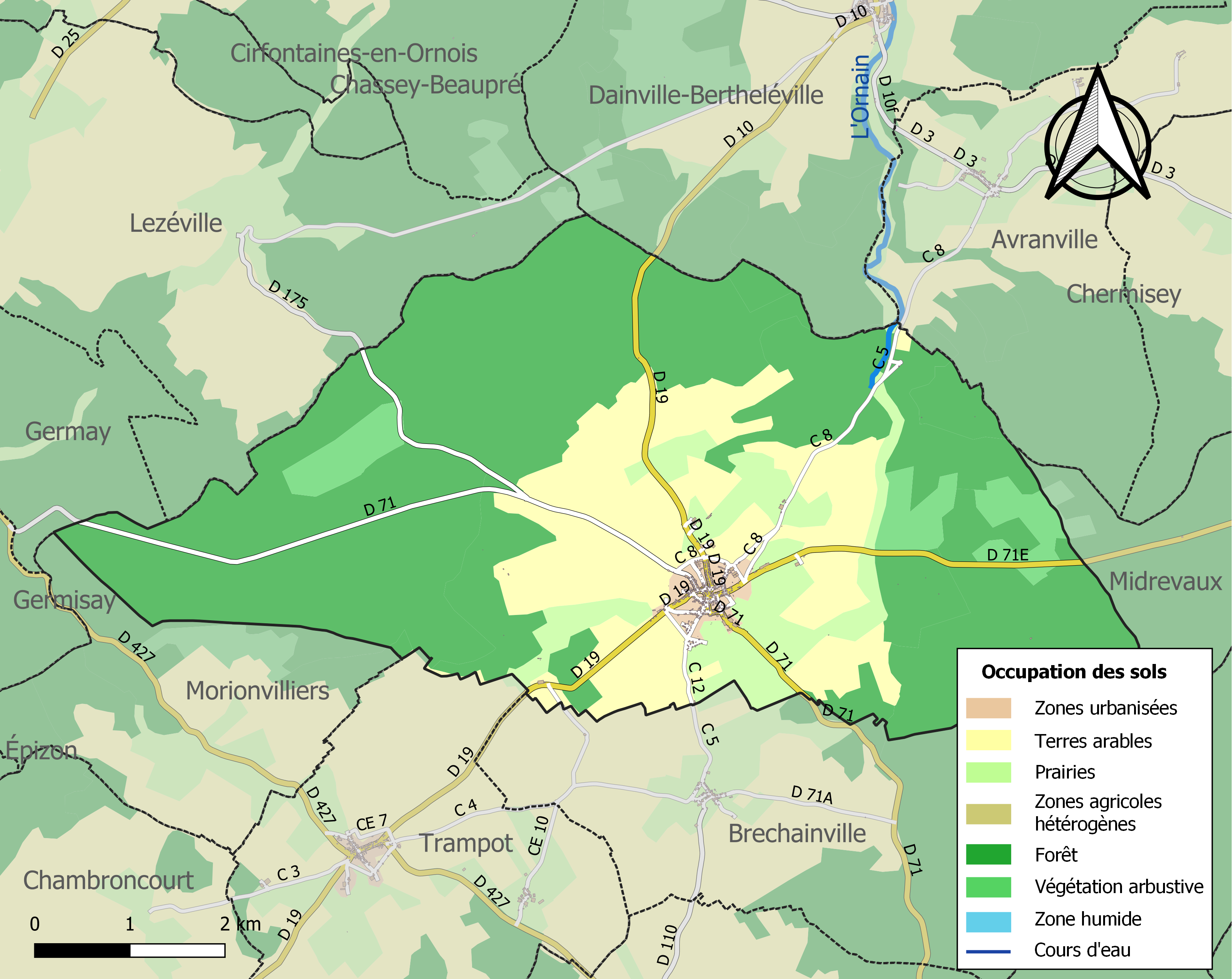
Harta infrastructurii și utilizării terenului a comunei în 2018 (CLC).

## Toponimie
Camille Jullian scrie: „Jumătate din viața de devotați, cel puțin, se petrece în apropierea izvoarelor; și locurile de întâlnire cele mai populare, acelea unde se adună cele mai multe idoli, capele și credincioși, sunt acelea unde multitudinea de ape poate face ca oamenii să creadă că zeii se adună acolo.” Jullian avansează ipoteza unui templu al apelor dedicat lui Apollon Grannus situat la Grand. El leagă Grannus de site-ul din Grand, „oraș misterios unde mii de devoți se întâlneau”, pe care Caracalla ar fi vizitat-o, unde Constantin ar fi avut viziunea lui Apollon însoțit de Victoria , sau menționată de Passio tardiva a sfântului Élophe, martirizat împreună cu sora sa Libaire de împăratul Iulian. Potrivit lui Jullian, Apollon ar fi fost moștenitorul zeului galic antic Bélénus.
Această ipoteză, consolidată de prezența probabilă a unei surse importante de apă, devine treptat o certitudine. Chiar dacă Auguste Allmer adoptă o poziție rezervată, considerând că Grannus nu era un zeu al Galiei. Albert Grenier subliniază că „numele de Grand (Vosges) provine de la Grannus, supranumele lui Apollon”. Este de remarcat faptul că orașul Grand este identificat sub numele Andesina pe Tabula Peutingeriana, iar numele Grand ar fi un derivat al zeului Grannus, orașul fiind considerat sediul Aquae Grannus.

## Istorie
În timpul Imperiului Roman, Grand era un important oraș religios, populat atunci de aproximativ 20.000 de locuitori. Orașul dispunea de un amfiteatru cu 17.000 de locuri, o bazilică cu o mozaică păstrată pe locul său original, una dintre cele mai extinse și colorate din Europa de Vest, și probabil un templu foarte important dedicat zeului Apollon, situat pe o sursă galică. Grand a fost vizitat de mai mulți împărați romani, iar apoi orașul a căzut în uitare în timpul Evului Mediu. Situat departe de rutele comerciale, pe un platou calcaros izolat, explica faptul că populația sa a scăzut la aproximativ 400 de locuitori. Vestigiile sale importante sunt studiate în cadrul Site-ului arheologic din Grand.
Numele antic al localității Grand ar fi fost Andesina, conform „Tabula Peutingeriana”, o hartă rutieră din perioada romană, copiată în Evul Mediu.
Numeroasele dovezi ale prezenței romane în satele din jur confirmă poziția acestui centru gallo-roman la intersecția căilor terestre militare și comerciale: Liffol-le-Grand, Soulosse-sous-Saint-Élophe, Naix-aux-Forges...
Într-adevăr, orașul a avut o importanță notabilă, așa cum dovedesc vestigiile de amenajare hidraulică și locurile de spectacole, cu mult mai semnificative decât localitatea în perioada contemporană. De-a lungul timpului, arheologii și istoricii l-au considerat un oraș-santuar, dedicat zeului Apollo și omologului său Grannus, însă templul respectiv nu a fost încă găsit (se presupune că se află sub biserica actuală). Totuși, orașul antic este considerat o așezare secundară, având aproximativ 20.000 de locuitori.
Date importante:
- 80: Construirea amfiteatrului, începută în timpul domniei împăratului Titus.
- 213: Ipoteza (infirmată de istoricii actuali) privind trecerea lui Caracalla prin Grand.
- 310: Vizita împăratului Constantin cel Mare la sanctuarul din Grand, menționată în Panegyrici Latini din 310[n 6][29].
- octombrie 362 : Conform unei tradiții medievale, persecuția legendară sub domnia împăratului Iulian a sfintei Libaire și a fraților săi (Euchaire și Élophe) și surorilor sale (Menne, Suzanne, Ode, Gontrude). Această masacrare ar fi inclus peste două mii de victime.
- 1789 : Colmatarea sursei miraculoase a sfintei Libaire.

Redescoperirea acestei oraș gallo-roman uitat se situează în principal în ultimele două secole, din punct de vedere arheologic.
În 2012, consiliul municipal a început procedurile pentru redenumirea comunei în „Grand-la-Romaine”. Dosarul a fost depus la prefectură fără ca, după avizul subprefectului din arondismentul Neufchâteau, consultația prealabilă a populației, anunțată de primar, să fi fost organizată (vezi Potins du conseil din 15 iunie 2012). Consiliul general al Vosges, consultat în 2013, a emis un aviz favorabil. Alte autorități consultate nu s-au pronunțat încă. Decizia va fi luată prin decret în Consiliul de Stat (articolul L.2111-1 din Codul general al colectivităților teritoriale).

## Populația și societatea

### Date demografice
Evoluția numărului de locuitori este cunoscută prin recensămintele populației efectuate în comuna respectivă începând din 1793. Pentru comunele cu mai puțin de 10 000 de locuitori, un recensământ al întregii populații este realizat la fiecare cinci ani, populațiile legale pentru anii intermediari fiind estimate prin interpolare sau extrapolare. Pentru comuna respectivă, primul recensământ exhaustiv în cadrul noului dispozitiv a fost realizat în 2007.
În 2021, comuna număra 356 locuitori, în scădere cu 6,56 % față de 2015 (Vosges: −3,05%, Franța fără Mayotte: +1,84%).
| An        | 1793 | 1821 | 1841 | 1856 | 1876 | 1886 | 1901 | 1921 | 1936 | 1962 | 1982 | 2006 | 2012 | 2021 |
| --------- | ---- | ---- | ---- | ---- | ---- | ---- | ---- | ---- | ---- | ---- | ---- | ---- | ---- | ---- |
| Populație | 1079 | 1209 | 1314 | 1244 | 1195 | 1182 | 974  | 645  | 616  | 577  | 595  | 465  | 406  | 356  |

## Cultura și patrimoniul local

### Locuri si monumente

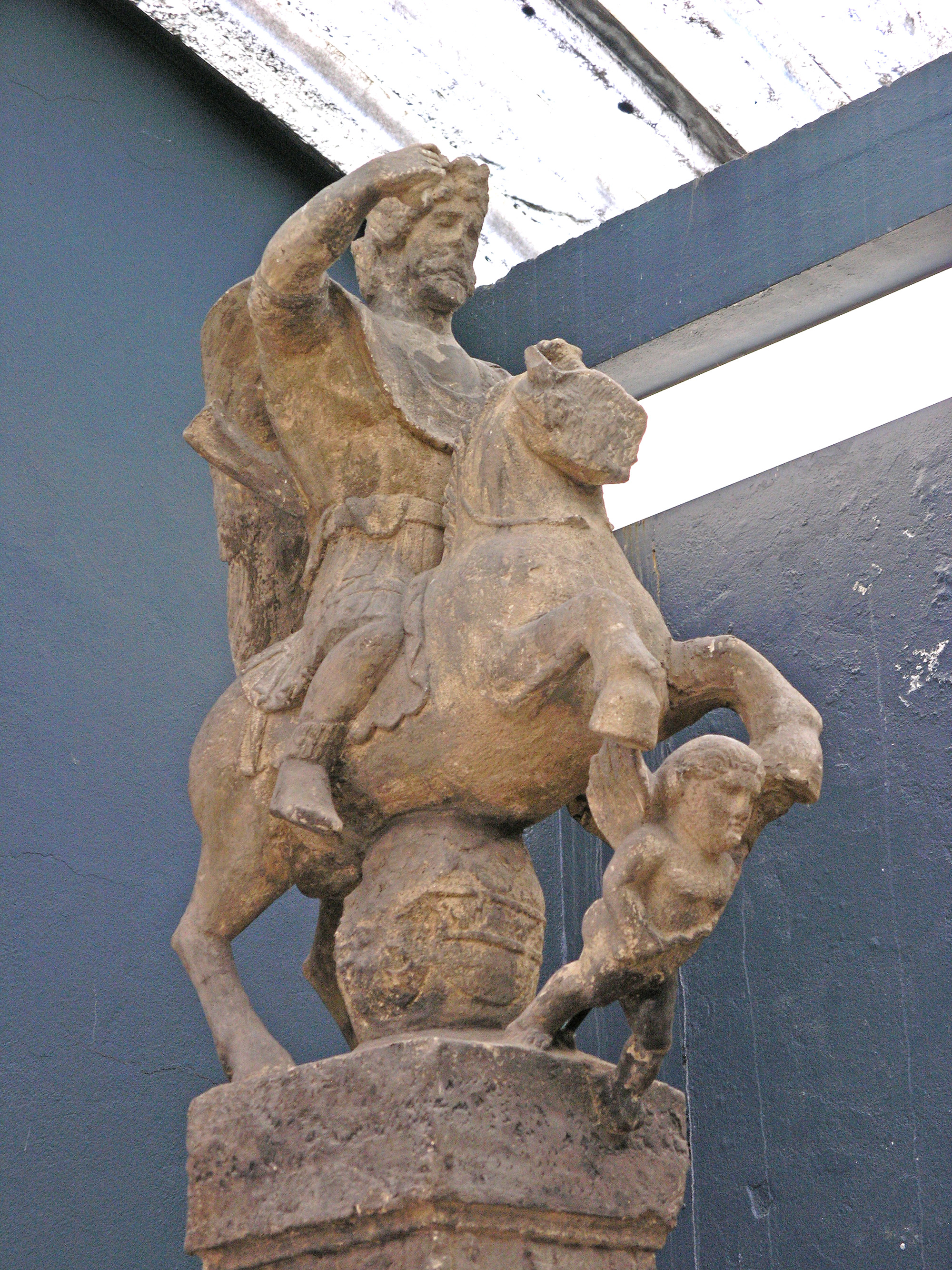
Statuia ecvestră a lui Jupiter (Muzeul Lorena).

- Amfiteatrul, datând din secolul I și restaurat începând din 1963, are o capacitate de 17.000 de locuri și se numără printre cele zece cele mai mari din lumea romană. În 1995, a fost instalată o acoperire din lemn pentru scaune, pentru a asigura păstrarea sa. Face parte din categoria „semi-amfiteatrelor” și este clasificat ca monument istoric conform listei din 1846[36].
- Un mozaic de 232 m² a fost descoperit în 1883, fiind unul dintre cele mai mari din Europa. Este clasificat ca monument istoric prin decretul din 19 ianuarie 1884[37].
- Vestigiile de ziduri care înconjurau inițial satul (numite „voie close”) sunt rămășițe ale fortificațiilor care protejau localitatea.
- Biserica Sainte-Libaire, construită pe un sit antic (care a fost ocupat de un templu dedicat lui Apollon) între sfârșitul secolului XV și prima jumătate a secolului XVI, a fost restaurată la sfârșitul secolului XVIII[38]. Este clasată ca monument istoric prin decretul din 8 noiembrie 1994[39][40].
- Capela cimitirului, numită Chapelle Sainte-Libaire, datând din secolul XV, este clasată în întregime ca monument istoric prin decretul din 23 mai 2005[41][42][43].
- Villa romană de la Fontainotte, datând de la sfârșitul secolului I și începutul secolului II, a fost descoperită în 2011[44], iar vestigiile sale au fost clasificate în întregime ca monumente istorice prin decretul din 18 iulie 2013[45].